# Guus Kuijer
Pour les articles homonymes, voir Kuijer.
Œuvres principales
- Les bonbons sont faits pour être mangés (1975)
- La Maison au fond du jardin (1978)
- Unis pour la vie (1999)
- La vie, ça vaut le coup (2000)

Guus Kuijer (prononciation :  [ɣys ˈkœyər]), né le 1er août 1942 à Amsterdam, est un auteur néerlandais de littérature d'enfance et de jeunesse.

## Biographie
Né à Amsterdam, il va à l'internat du lycée de Zutphen. Il fait ensuite ses études à Doetinchem. Il devient instituteur et travaille de 1967 à 1973 à Didam. 
Il arrête d'enseigner pour devenir écrivain à plein temps. En 1975, il publie son premier roman pour la jeunesse, Les bonbons sont faits pour être mangés, qui met en scène pour la première fois son personnage de Madelief, une petite fille. La série reçoit deux fois le prix Gouden Griffel. Elle a un tel succès qu'elle devient une série télévisée en 1994 et que le film qui adapte le roman La Maison au fond du jardin en 1998 reçoit de nombreux prix internationaux.
Avec Unis pour la vie en 1999, il crée son personnage de Pauline (Polleke), qui revient dans quatre autres romans. Un film, Polleke (2003), reçoit plusieurs prix aux Pays-Bas.
L'ensemble de son œuvre est couronné en 2012 par le Prix commémoratif Astrid Lindgren.

## Œuvres traduites en français
- Les bonbons sont faits pour être mangés (Met de poppen gooien , 1975), Bordas, coll. Aux quatre coins du temps, 1981.
- La Maison au fond du jardin (Krassen in het tafelblad, 1978), Bordas, coll. Aux quatre coins du temps, 1985.
- À la recherche de Lucie (Pappa is een hond, 1977), Bordas, coll. Aux quatre coins du temps, 1986.
- Les Romans de Jonathan (De verhalen van Jonathan), Bordas, coll. Aux quatre coins du temps, 1987.
- Les Canards déchaînés (Eend voor eend, 1983), L'École des loisirs, coll. Neuf en poche, 1993.
- Le Pays du calao (Het land van de neushoornvogel, 1985), L'Ecole des loisirs, coll. Médium, 1994.
- Les grandes personnes, vaudrait mieux en faire de la soupe (Grote mensen, daar kan je beter soep van koken, 1976), L'Ecole des loisirs, 1997.
- Tine Toeval se fait la malle (Tin Toeval en de kunst van het verdwalen, 1987), Pocket Jeunesse, 1998.
- Unis pour la vie (Voor altijd samen, amen, 1999), L'École des loisirs, 2003.
- La vie, ça vaut le coup (Het is fijn om er te zijn, 2000), L'École des loisirs, 2005.
- Le bonheur surgit sans prévenir (Het geluk komt als de donder, 2000), L'École des loisirs, 2006.
- Le Livre qui dit tout (Het boek van alle dingen, 2004), L'École des loisirs, 2007.
- Porté par le vent vers l'océan (Met de wind mee naar zee, 2001), L'École des loisirs, 2010.
- Pauline ou la vraie vie (Polleke, 2003), L'École des loisirs, 2013.

## Distinctions
- Gouden Griffel 1976
- Gouden Griffel 1979
- Prix Bernard Versele 2007/2008[4]
- Prix commémoratif Astrid Lindgren 2012[5]